# سارا تامپسون (هنرپیشه)
سارا تامپسون (انگلیسی: Sarah Thompson؛ زادهٔ ۲۵ اکتبر ۱۹۷۹) یک هنرپیشه اهل ایالات متحده آمریکا است.
او در فیلم راجنیتی بازی کرده است.